# Godefridus Schalcken

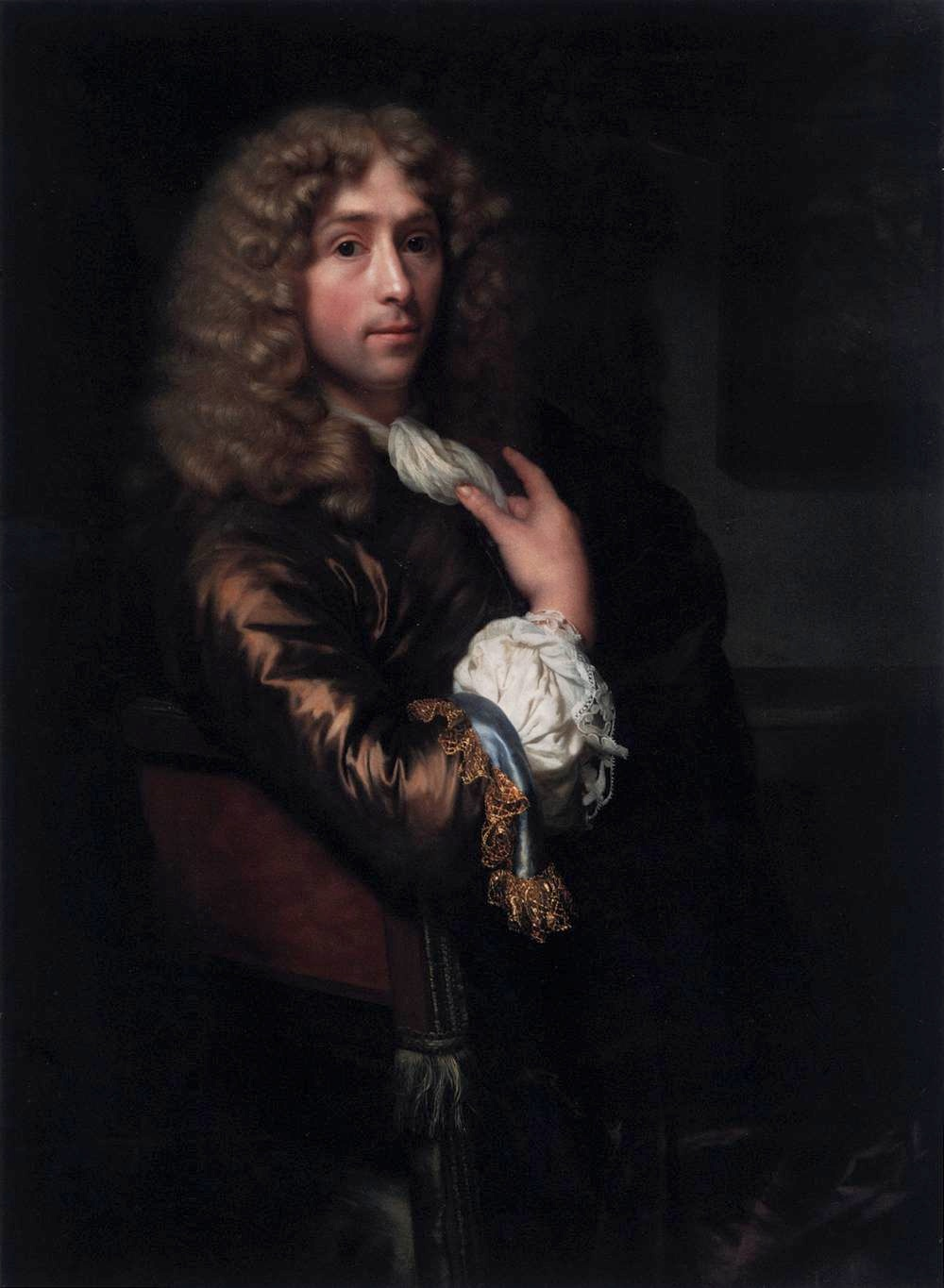
Selbstporträt, 1679

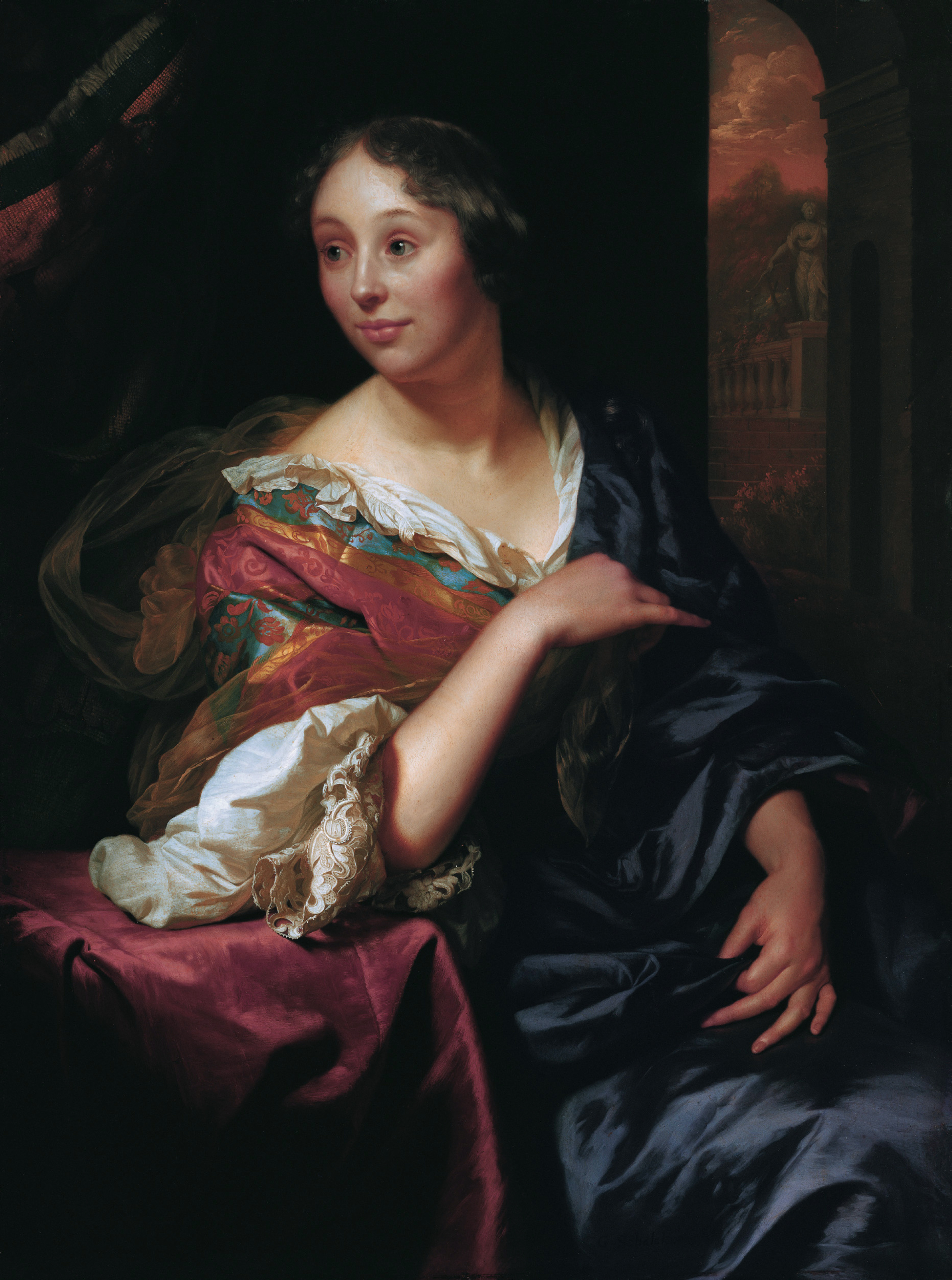
Françoisia van Diemen, gemalt von Schalcken

Godefridus Schalcken oder Godfried Schalcken  (* 1643 in Made bei Breda; † 16. November 1706 in Den Haag) war einer der führenden niederländischen Maler des späten 17. Jahrhunderts. In der Tradition der Leidener Feinmalerei schuf er äußerst illusionistische, minutiös gemalte Porträts, Genregemälde, biblische und mythologische Historien, vereinzelt auch Stillleben und Landschaften mit Staffage. Sein Markenzeichen war die Darstellung besonderer Lichteffekte, insbesondere des Kerzenscheins.

## Leben
Godefridus wuchs in einer mütter- wie väterlicherseits protestantischen Pfarrersfamilie in Dordrecht auf, wo sein Vater Rektor der Lateinschule war. Seine erste Ausbildung erfuhr er hier beim Rembrandt-Schüler Samuel van Hoogstraten. Als dieser 1662 nach England aufbrach, zog Schalcken nach Leiden. In der Werkstatt Gerrit Dous vollzog sich seine Spezialisierung auf die Feinmalerei. Diese kleinformatige, farbbrillante Malerei erzielte seinerzeit bei Sammlern und auf dem kriselnden Kunstmarkt höchste Preise. Wahrscheinlich um 1665 kehrte Schalcken zurück nach Dordrecht und startete seine Karriere als selbständiger Künstler. Neben Genregemälden widmete sich Schalcken von Beginn an auch der einträglichen Porträtmalerei. Nach dem Umzug von Nicolaes Maes 1673 nach Amsterdam avancierte er zum führenden Dordrechter Porträtmaler. Ein glanzvolles frühes Schaustück seines virtuosen Könnens bietet das 1679 im Jahr der Heirat mit der aus Breda stammenden Françoisia van Diemen (1661–1744) entstandene Bildnispaar in den Sammlungen des Fürsten von und zu Liechtenstein. Schalcken zeigt sich selbst nach dem Vorbild der Künstlerbildnisse von Anthonis van Dyck im Habitus des geistvollen und würdevollen Gentlemans, der sich dem Betrachter selbstbewusst zuwendet. Seine Gattin, deren Blick in vornehmer Zurückhaltung zur Seite gleitet, präsentiert er den Augen des Betrachters in voller Schönheit und Tugendhaftigkeit. Ein spätes Pendantpaar des Ehepaars Schalcken aus dem Todesjahr des Künstlers 1706 rahmt seine Biografie (Privatbesitz). Von den dokumentarisch belegten zehn gemeinsamen Kindern erreichte nur die in London geborene Françoisia (1692–1757) das Erwachsenenalter.

Maria Schalcken, Selbstporträt vor ihrer Staffelei. Sie wurde von ihrem Bruder Godefridus unterrichtet

In den 1680er Jahren wird Schalcken auch als Lehrer zahlreicher Künstler in Dordrecht greifbar, zu deren bekanntesten Arnold Boonen (1669–1729) und Carel de Moor (1655–1738) zählen. Gleichfalls unterrichtete er seine Schwester Maria Schalcken (1645/48–1699), von der allerdings nur wenige, jedoch äußerst qualitätsvolle Werke überliefert sind, darunter das lange ihrem Bruder selbst zugeschriebene Selbstbildnis an der Staffelei (Naples, The Rose-Marie and Eijk van Otterloo Collection).
Um prominente Porträtaufträge erhalten zu können, trat der Maler 1691 in Den Haag in die Malergilde ein, zunächst ohne dort einen Wohnsitz zu beziehen. 1692 zog Schalcken schließlich nach London. Er lebte im Umfeld des Hofes von Willem III., des niederländischen Statthalters und englischen Königs. In England etablierte sich Schalcken als Meister des Kerzenlichts, als der er in den Kanon der Kunstgeschichte eingehen sollte. Mehrere Selbstporträts, darunter auch die für Cosimo III de’Medici und dessen berühmte Selbstbildnisgalerie in Florenz entstandene Selbstdarstellung zeigen ihn mit Kerze. Auch das vielkopierte Bildnis Willem III., das nach einer Vorlage des englischen Zeitgenossen Godfrey Kneller entstand, zeigt den Monarchen mit einem Kerzenleuchter in der Hand (Amsterdam, Rijksmuseum). In der Zusammenarbeit mit dem Mezzotinto-Spezialisten John Smith entstanden in England zahlreiche graphische Blätter nach Schalckens Werken, die seinen Ruhm zusätzlich verbreiteten, darunter insbesondere sein frühestes Selbstbildnis mit Kerze von 1694, dessen Original sich heute im Washington County Museum of Fine Arts in Hagerstown, Maryland befindet. 1696 kehrte der Künstler in die Niederlande zurück und ließ sich nun in Den Haag nieder, wo lukrative Aufträge winkten.
Schon in den 1680er Jahren hatte er sich neben der Genremalerei verstärkt biblischen und mythologischen Historien zugewandt. Neben dem Florentiner Hof erwarb sich Schalcken damit auch bei anderen fürstlichen Kunstliebhabern einen Namen. Vor 1700 lieferte er z. B. eine Heilige Familie nach Kopenhagen an König Christian V.  Bedeutendster Mäzen der späten Karriere war Kurfürst Johann Wilhelm von der Pfalz, mit dessen Ehrengeschenk, einer Medaille mit Goldkette, sich Schalcken auch in seinem späten Selbstporträt von 1706 schmückt. Gleichwohl war seine Bindung an den Hof weniger eng als bei anderen Düsseldorfer Hofmalern wie Jan Frans van Douven oder Adriaen van der Werff. Gemeinsam mit diesen beiden Künstlern schuf Schalcken 1703 einen Andachtsaltar zum Marienleben, den Johann Wilhelm als Geschenk für seine Gattin Anna Maria in Auftrag gab. Jeder der drei Künstler schuf eine Tafel des Triptychons (Florenz, Galleria degli Uffizi), wobei die Prominenz der Lichteffekte auf allen drei Gemälden wohl letztlich durch Schalcken inspiriert sein dürfte. Ein Aufenthalt in Düsseldorf im Jahre 1703, bei dem der Künstler im Haus zum Goldenen Helm in der Flingerstraße gewohnt haben soll, wird angenommen, lässt sich jedoch urkundlich nicht belegen.

Schalckens überaus erfolgreiche Karriere resümierte sein erster Biograph Arnold Houbraken (1721) zutreffend mit den Worten: 

„Er war einer der glücklichsten niederländischen Maler, da seine Arbeiten von Anfang an bis zum Ende seines Lebens reichlich bezahlt wurden, so dass er die Früchte seines Fleißes noch bei Lebzeiten erntete, was nur Wenigen glückt.“

## Werk
Trotz einer vergleichsweise langen, ca. 40-jährigen Schaffenszeit schuf Schalcken aufgrund seiner minutiösen, arbeitsaufwendigen Malweise ein zahlenmäßig begrenztes Œuvre, von dem bis heute rund 250 erhaltene Gemälde bekannt geworden sind. Dies weist eine große Vielfalt auf, worin sich die Ambition eines Allround-Künstlers ebenso ausdrückt wie eine verkaufstüchtige Kundenfreundlichkeit im Dialog mit den Wünschen seiner Klientel. Schalcken widmete sich nicht nur unterschiedlichsten Bildthemen (s. o.). Er beherrschte das Miniaturformat ebenso wie das lebensgroße Bildnis, malte auf Kupfer, Holz und Leinwand. War der fein vertriebene Farbauftrag, der den Pinselstrich nahezu unsichtbar machte, seine besondere Spezialität, so erarbeitete sich Schalcken während seines England-Aufenthalts eine lockerere, flächigere Malweise, die größeren Formaten entgegenkam und möglicherweise auch der gestiegenen Nachfrage nach seinen Werken geschuldet war. Neben Gemälden haben sich auch einzelne Zeichnungen in Rötel, Kreide, selten Feder, sowie Radierungen erhalten. Im zeichnerischen Œuvre überwiegen Porträtblätter, sog. Ricordi, die ein fertiggestelltes Bildnis minutiös dokumentierten und wohl zum Verbleib in der Werkstatt als Anschauungsmaterial für zukünftige Kunden bestimmt waren.
Schalcken scheint seine Werke grundsätzlich signiert zu haben, versah sie jedoch nur selten mit einer Datierung, was eine präzise Werkchronologie erschwert. Datierte Werke sind von 1667 an bis ins Todesjahr 1706 überliefert. Das früheste bekannte und datierte Bild, Mädchen mit Vogel in einer Fensternische (verschollen, Beherman 1988, Nr. 143) zeigt ebenso wie ein noch zuvor entstandenes Interieur, das eine Dame am Toilettentisch (Privatbesitz) darstellt und zu dem sich eine Studienzeichnung in der Hamburger Kunsthalle erhalten hat, in Motiv und Maltechnik sehr deutlich den Einfluss von Gerrit Dou. Thematische Bezüge finden sich bei Schalcken aber auch immer wieder zum Werk des Gerard ter Borch, Gabriel Metsu, Jacob Ochtervelt, Frans van Mieris d. Ä., Pieter van Slingelandt oder Caspar Netscher. Schalcken griff auf unterschiedlichste Bildquellen zurück und aktualisierte geschickt die auf dem Kunstmarkt der Zeit so beliebten Alten Meister.  Er besaß selbst eine umfassende Sammlung graphischer Blätter, aus der er Anregungen der italienischen Renaissance- und Barockmalerei, der Utrechter Caravaggisti, aber auch der zeitgenössischen französischen und holländischen Druckgraphik schöpfte.

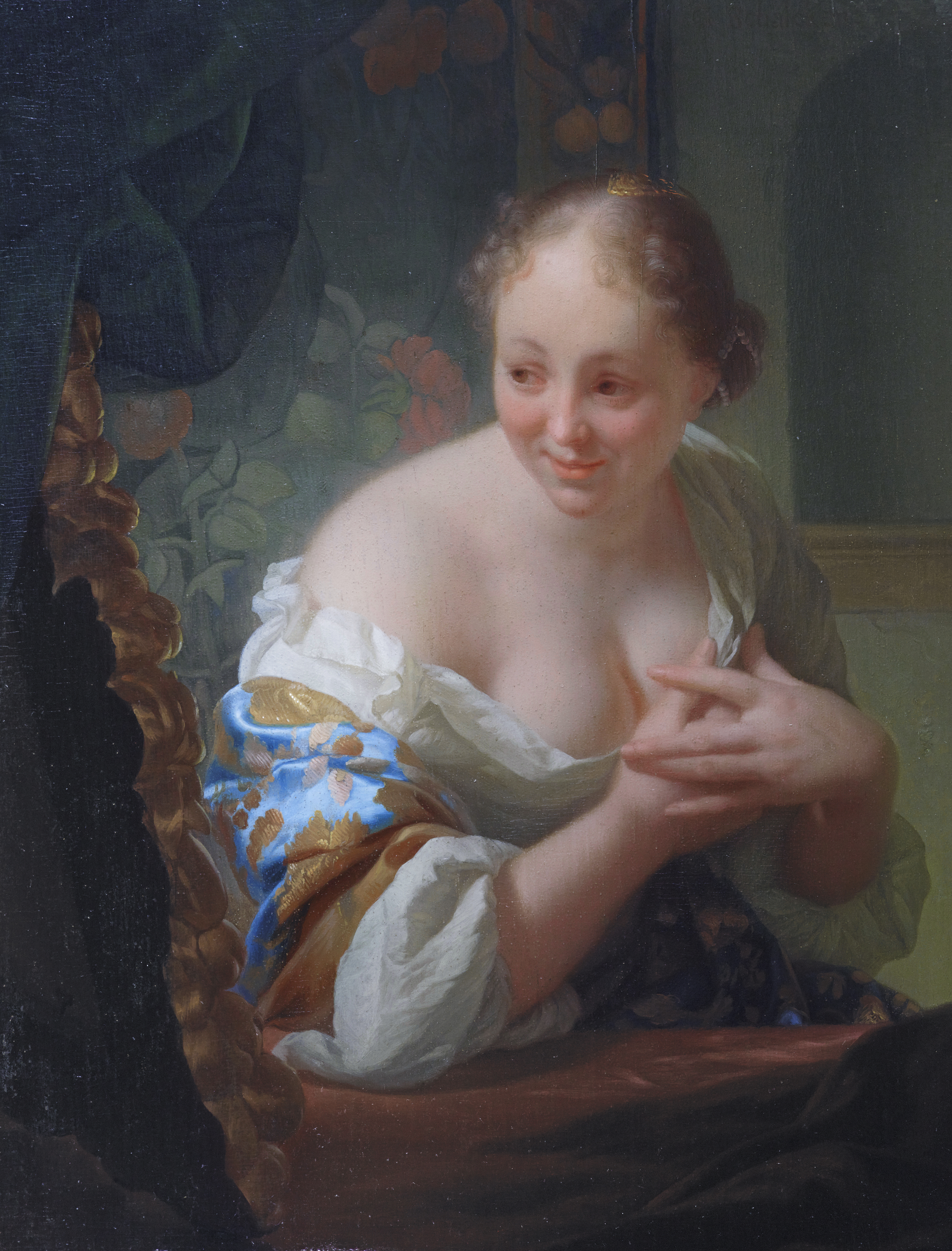
Junge Frau vor dem Spiegel

Populären Themen wie der Dame vor dem Spiegel oder Bei der Toilette, der Briefleserin, dem  Rommelpot-Spieler, Pfannkuchenesser, Bordellszenen, ärztlichen Konsultationen, dem Spiel mit der Schweinsblase etc. verlieh er mit seinem sprühenden Bildwitz eigenständige Pointen. Auf originelle Weise greift er kunsttheoretische Debatten wie den Paragone oder die Inspiration durch die Liebe auf. Seine illusionistische Malweise, die den dargestellten Objekten und Texturen geradezu haptische Qualitäten verleiht und die emailleglatten, glanzvollen Oberflächen erreichen in Verbindung mit verführerischen Akteurinnen in intimen Momenten äußerste sinnliche Überzeugungskraft. Häufig weist Schalcken dem Betrachter die Rolle eines Voyeurs zu und macht sich die geheimnisvolle Atmosphäre nächtlicher Ansichten im flackernden Lichtschein zunutze. Diese Aspekte illustriert z. B. die Dame vor dem Spiegel (Köln, Wallraf-Richartz-Museum & Fondation Corboud), die bei der abendlichen Toilette – konkret der Flohsuche –  gezeigt wird. Damit spielt der Künstler subtil auf den Topos des amourösen Juckens und Verlangens an, den in Gedichten der Zeit besungene Neid des Liebhabers auf den am Busen der Geliebten lebenden Floh sowie populäre Vorstellungen vom Floh als Cupido oder Anspielungen auf Defloration. Gleichzeitig überträgt Schalcken in seinen Gemälden traditionell bäuerliche Genre-Akteure in eine nobel-aristokratische Welt.
Daneben erfand er äußerst originelle Motive: Das amouröse Pfänderspiel (London, Royal Collection), eine Heilige Familie bei der Andacht (Kopenhagen, Statens Museum) oder eine Zuckerschleckerin (Naples, The Rose-Marie and Eijk van Otterloo Collection). Auch wählte er zeitgenössische literarische Quellen, vermittelt über die Schriften des Jacob Cats oder das Theater (Die wiedergefundene Preciosa, Dublin, National Gallery) sowie selten dargestellte Gleichnisse des Neuen Testaments (Das Gleichnis von der verlorenen Silbermünze, New York, The Leiden Collection).
Während er das Porträt über seine gesamte Karriere hin pflegte, verlagerten sich die thematischen Interessen im Laufe der 1680er Jahre zunehmend von der Genremalerei hin zur Historie, die im Spätwerk neben Kerzenlicht-Tronies dominiert.

### Werke (Auswahl)

Die ärztliche Konsultation („Der Fehltritt“)
Porträt von Diederick Hoeufft, Kapitän der Kavallerie
Dame bei Kerzenlicht vor einem Spiegel
Porträt von Isabella Agneta Deutz
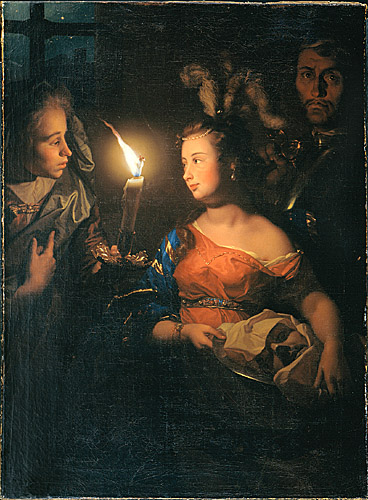
Salome, ca. 1700
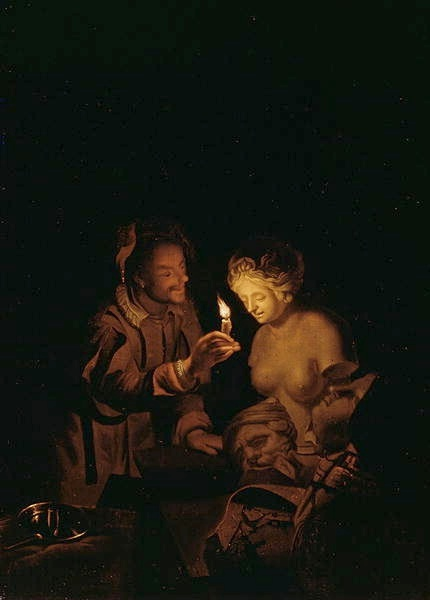
Pygmalion
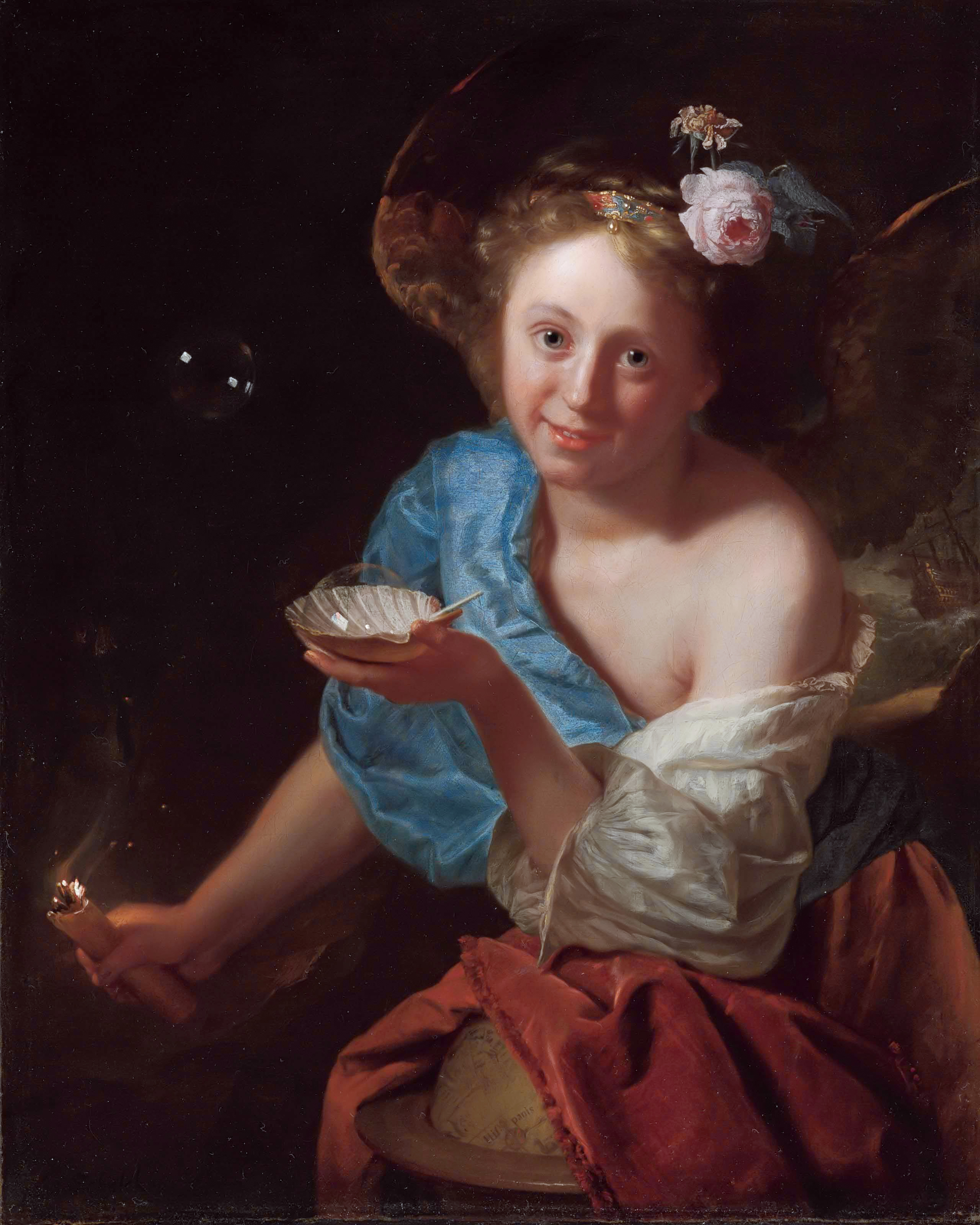
Allegorie auf das Glück, o. J. (verschollen)

## Kunsthistorische Bedeutung und Nachleben
Bereits zu Lebzeiten hochgeschätzt, zählte Schalcken in den Malereikabinetten des 18. Jahrhunderts, vor allem Frankreichs und Deutschlands, zu den unverzichtbaren „Größen“. Seine anspielungsreichen, galant-amourösen Themen trafen den Geschmack des Zeitalters. Zahlreiche Nachfolger und Nachahmer bezeugen die Popularität. Zu den qualitätsvollsten zählen der Engländer Joseph Wright of Derby (1734–1797) oder der Franzose Jean-Baptiste Santerre (1651–1717). Zahllose Kopien nach einzelnen Werken, wie dem sogenannten Dresdner Pygmalion, belegen die breite Bewunderung für seine Kunst.
Trotz frühzeitiger Kritik an dem angeblich ausschließlich beherrschten Spezialeffekt des Kerzenlichtes und der vielfachen Berufung auf die von Jacob Campo Weyerman  (1677–1747) oder später Horace Walpole verbreiteten ehrenrührigen Anekdoten, die Schalcken einen respektlosen und ungehobelten Umgang mit seinen Kunden unterstellten, übertraf sein Ruhm bis ins 19. Jahrhundert hinein denjenigen vieler seiner heute bekannteren Künstlerkollegen. Seine Lichtstimmungen wurden geradezu sprichwörtlich und noch Goethe erkannte in einer durch bloßes Lampenlicht beleuchteten Zimmerecke seiner Dresdner Pension einen „Schalcken“. Die geheimnisvollen Kerzenlichtszenen inspirierten bezeichnenderweise den irischen Dichter Joseph Sheridan Le Fanu zu der Gothic Novel Schalcken The Painter (1839/1851). Auch modernem Lichtdesign dient der Künstler als Referenz.
Mit dem von Kunstschriftstellern wie Thoré Bürger und Jacob Burckhardt begleiteten Geschmackswandel, der die bürgerlich-demokratisch empfundene holländische Kunst eines Frans Hals, Rembrandt oder Vermeer der höfisch-feudalen Kunst des späten 17. Jahrhunderts, der man Schalcken zurechnete, vorzog, fiel der Künstler mehr und mehr in Vergessenheit.
Nach einem ersten Werkverzeichnis des englischen Kunsthändlers von John Smith, 1833 (Supplement 1842) stellte Hofstede de Groot 1912 eine erweiterte Werkliste zusammen. Gleichwohl rechnete er Schalcken der Verfallszeit der holländischen Malerei zu und sah in ihm den epigonalen Nachahmer seiner Lehrer. 1988 erschien der posthum aus den Forschungsergebnissen von Thierry Beherman zusammengestellte Catalogue raisonné, dem Einzelstudien u. a. von Peter Hecht, Guido M.C. Jansen, Mirjam Neumeister und Sophie Schnackenburg folgten. Publikationen und Ausstellungen zur Leidener Feinmalerei und zur Kunst des späten 17. Jahrhunderts berücksichtigten Schalcken mit Einzelwerken.

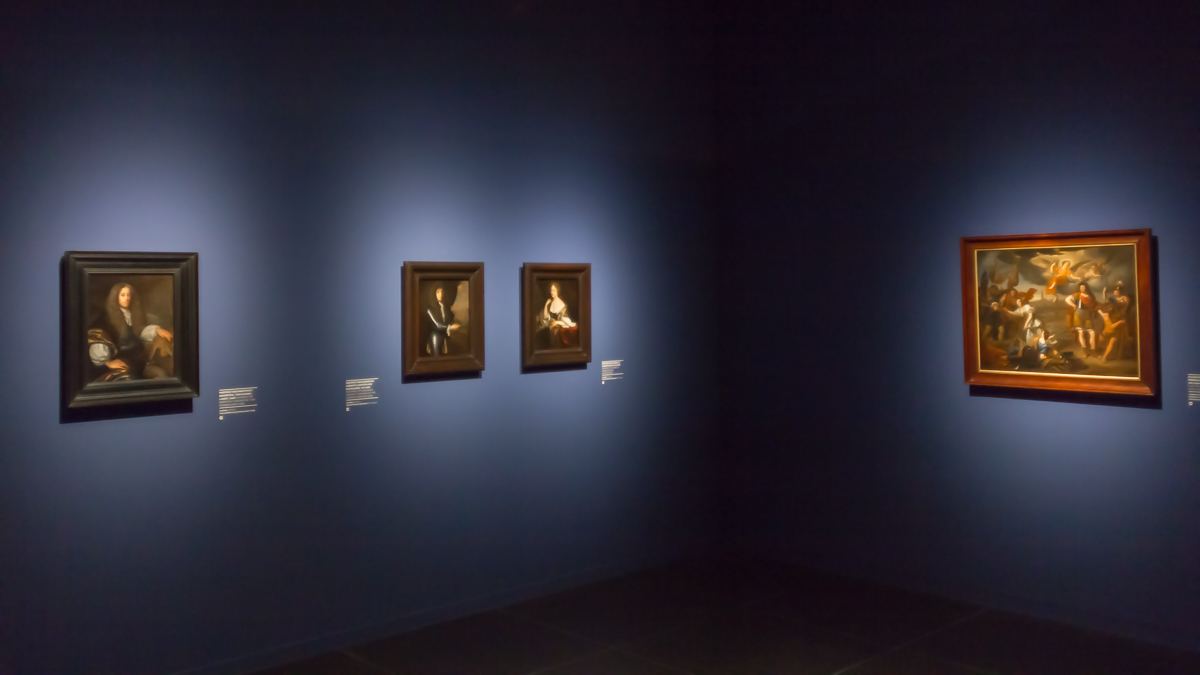
Blick in die Ausstellung Schalcken – Gemalte Verführung

Eine Ausstellung im Wallraf-Richartz-Museum & Fondation Corboud in Köln sowie dem Dordrechts Museum in Dordrecht widmet sich dem Maler 2015/16 erstmals im Rahmen einer monographischen Werkschau.